# Santuario di Santa Maria Regina di Anglona
Il santuario di Santa Maria Regina di Anglona è un antico santuario mariano situato sul sacro colle di Anglona, nel comune lucano di Tursi, in provincia di Matera. Il santuario si trova su un colle a 263 m s.l.m., domina la vallata sottostante tra i fiumi Agri e Sinni. È a metà percorso della strada provinciale che va da Tursi a Policoro. Nel 1976 Anglona diventa sede titolare omonima, fino ad allora nome della moderna diocesi di Tursi-Lagonegro. Dal 1931 è monumento nazionale. Il 17 maggio 1999 il santuario è stato elevato alla dignità di pontificia basilica minore da papa Giovanni Paolo II, a ricordo del sinodo dei vescovi.

## Storia
Il santuario è tutto quello che resta dell'antica città di Anglona. La cattedrale è sorta tra l'XI e il XII secolo come ampliamento di un'antica chiesetta, risalente al VII-VIII secolo, corrispondente all'odierna cappella oratorio. Nella sua sede vescovile il 20 novembre 1092 sostò papa Urbano II.
A seguito di non ben chiari eventi, la parete nord della cattedrale crollò e andarono perduti gli affreschi che l'adornavano. Nel 1369 la città di Anglona subì un violento attacco e solo la cattedrale, dedicata alla Natività di Maria, venne risparmiata dalle fiamme. Nel 1543, con la bolla di papa Paolo III, l'originaria diocesi di Anglona cambiò nome in diocesi di Anglona-Tursi. Nel 1976 la diocesi divenne di Tursi-Lagonegro, Anglona venne soppressa e le fu affidata la denominazione di sede titolare, che conserva tuttora, e le fu anche assegnato un vescovo titolare.

## La struttura

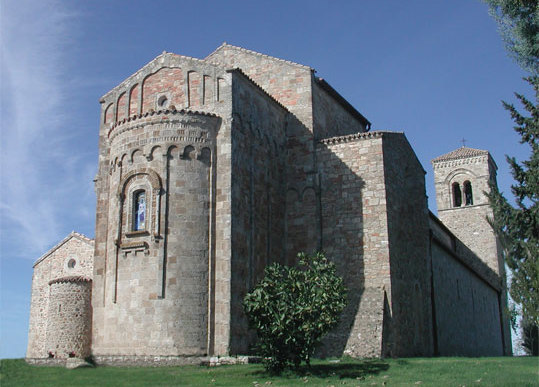
L'abside

Fino agli anni cinquanta il colle era frequentato da contadini, pastori e gente del luogo che utilizzavano i locali esterni al santuario come alloggio, rifugio, deposito e persino come stalle. Il luogo era gremito di gente soltanto nei giorni di festa. Successivamente, dopo gli scavi archeologici nella zona, le attenzioni della soprintendenza dei beni culturali aumentarono e con esso il flusso di pellegrini, studiosi e visitatori.
La struttura attuale del santuario, datata tra l'XI secolo ed il XII secolo, è l'ampliamento di una prima chiesetta, del VII-VIII secolo.
La costruzione, in tufo e travertino, presenta elementi architettonici di notevole importanza quali, l'abside, il campanile e il portale in stile romanico. L'esterno absidale è sicuramente la parte più cromatica e più raffinata dell'intero edificio, si ammirano ornamenti ad intagli, archetti pensili, lesene e un finestrone centrale adornato.
Sulle pareti esterne numerose formelle con figure di animali a rilievo, di provenienza ignota, creano un effetto davvero suggestivo. Il tetto a più falde e l'armonia dei volumi, conferiscono al santuario un aspetto piacevole ed imponente.

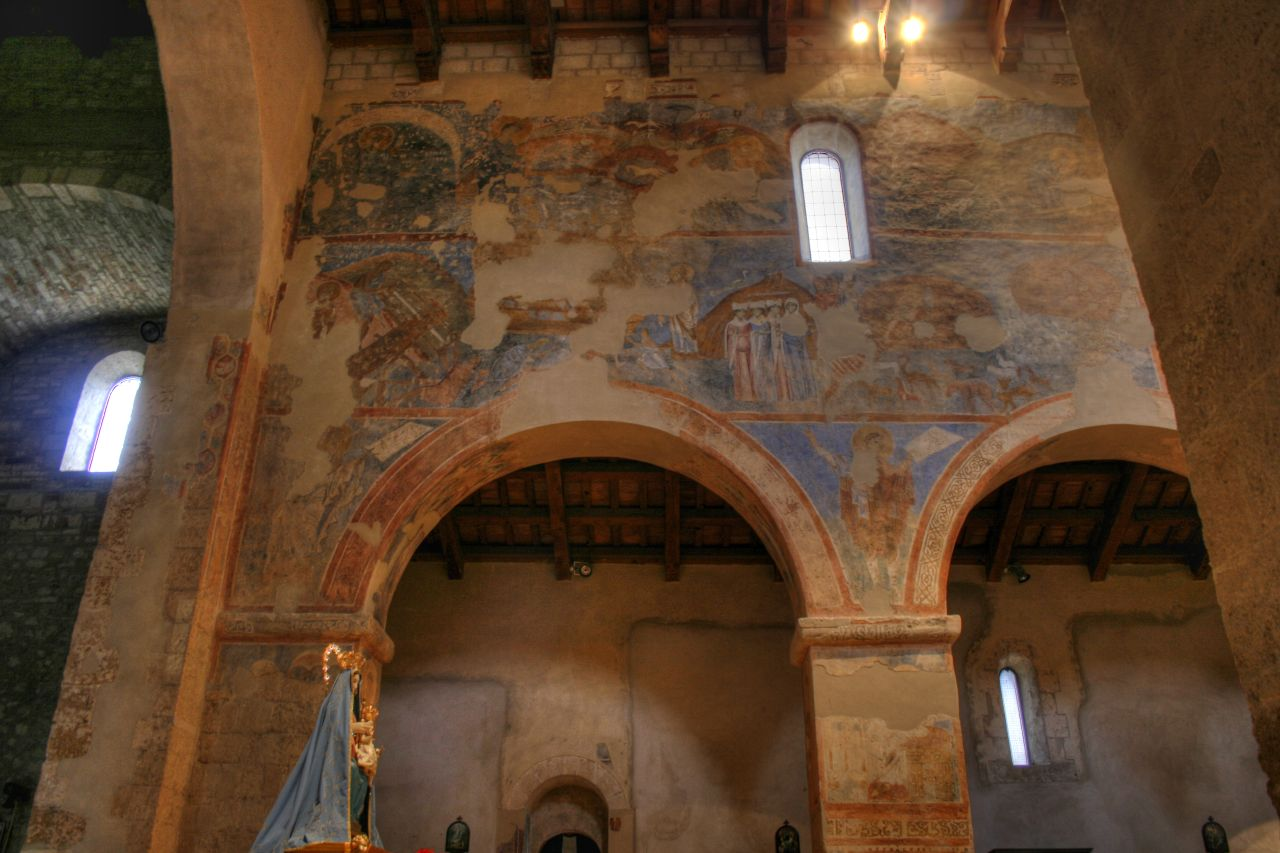
Affreschi sulla parete sinistra della navata centrale

Il portale in stile romanico è formato da un'arcata a tutto sesto arricchita da intagli e rilievi. Anche sul fronte del portale si trovano formelle di tufo calcareo con bassorilievi che raffigurano i simboli dei quattro evangelisti, Marco il leone, Luca il bue, Giovanni l'aquila, Matteo l'angelo. A sinistra della facciata spicca il campanile anch'esso in stile romanico, di forma quadrangolare, poco slanciato e in cima adornato da quattro bifore.
La chiesa è a croce latina e dispone di tre navate, la centrale larga e molto alta, mentre le due navate esterne, strette e basse. In origine il santuario era ricco di pregevoli affreschi che raffiguravano episodi del vecchio e nuovo Testamento, sulle colonne sono tuttora presenti figure di Santi. I recenti restauri stanno riportando alla luce affreschi ormai quasi perduti. Sulla parete destra della navata centrale sono ben visibili scene del vecchio testamento. Oggi sulle pareti si possono ammirare il martirio di San Simone, la Torre di Babele, la creazione dell'Eden con Adamo ed Eva, l'uccisione di Abele e molte altre scene bibliche. Sui pilastri sono dipinte le figure di Santa Lucia, San Leonardo, San Vito Martire, San Rocco e San Giovanni Battista.
Nel XIII secolo è stato ampliato l'abside, ad opera di Melchiorre da Montalbano che fu chierico di Anglona. Risalgono al XV secolo invece il rifacimento dell'ala sinistra e la ricostruzione dell'episcopio.

## La Devozione

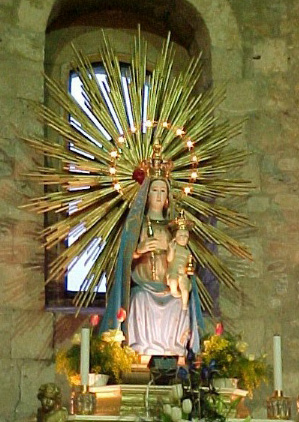
Madonna di Anglona

Un'antica leggenda narra di un giovane pastorello che, mentre pascolava il suo gregge sulla sommità della collina "Variante", a metà strada tra Tursi ed Anglona, vide avvicinarsi una "bellissima Signora", che gli chiese di recarsi in paese, per invitare gli abitanti del luogo ad andarLa a prendere. La gente prima incredula, poi sempre più curiosa si dirige sulla sommità della collina dove ritrova la statua della Madonna e la riporta nel suo santuario. Nel luogo del ritrovamento fu costruito un capitello votivo in mattoni e, a ricordo dell'avvenimento, vi fu posta una croce in legno. Da allora tutti gli anni, l'ultima domenica di aprile, la Madonna viene portata a spalle per un percorso di oltre 10 km, dal santuario alla cattedrale di Tursi.
La statua che oggi si venera è stata realizzata alla fine del Settecento su incarico del vescovo Salvatore Vecchioni e raffigura la Madonna in posizione frontale, seduta sul trono, che tiene sul braccio sinistro il Bambino Gesù. La mano destra della Vergine è protesa in avanti e stringe uno scettro d'argento. La Madonna veste una tunica rosa e un manto celeste ed è ricoperta da un velo celeste decorato con stelle e bordi dorati. Gesù Bambino è vestito di bianco e benedice con la mano destra, mentre con la mano sinistra regge un globo terrestre d'oro sormontato da una croce.
Il 19 maggio 1901, la Vergine Maria venne incoronata "Regina di Anglona" dal vescovo Carmelo Pujia.
Nel 1946 la Madonna di Anglona venne proclamata Patrona massima di Tursi e di tutta la diocesi. Il 1951, nella ricorrenza del cinquantesimo anno dall'incoronazione, il vescovo Pasquale Quaremba ricordò l'avvenimento con solenni festeggiamenti e pellegrinaggi in tutti i paesi della diocesi, donò, inoltre, il nome della Madonna alla piazza che era in costruzione, da allora fu denominata "Piazza Maria Santissima di Anglona", attuale centro della città di Tursi. Il pellegrinaggio della statua tra i paesi della diocesi venne ripetuto anche nel 1983.

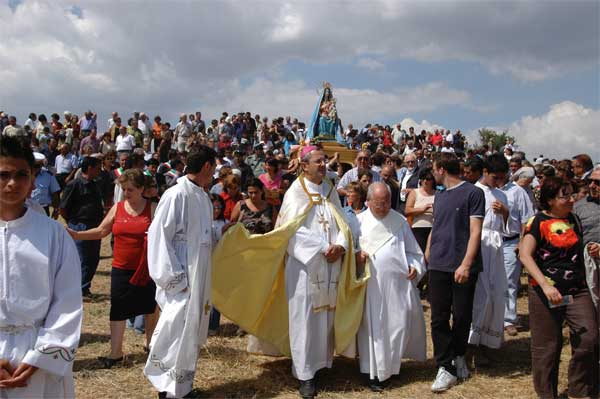
Processione sul colle di Anglona

L'8 settembre 2001 ricorreva il centenario dell'incoronazione della Regina di Anglona e molti furono i fedeli accorsi da ogni parte della diocesi, presso il santuario, dove su di un grande palco il cardinale Michele Giordano, alla presenza di mons. Francesco Cuccarese e dei vescovi Francescantonio Nolè, Rocco Talucci e Vincenzo Franco, ripose le corone, ristrutturate per l'occasione, sulla testa del Bambino e della Madonna. Un grande afflusso di fedeli, oltre diecimila, festeggiò l'avvenimento sul colle.
Tutti gli anni, dall'1 all'8 settembre, si svolgono sul colle di Anglona funzioni religiose, concerti musicali e fiere di ogni genere. Il giorno otto è il giorno dedicato alla Madonna, sul colle accorrono migliaia di fedeli da ogni parte della diocesi, per festeggiarla con messe solenni, veglie di preghiera, canti, fuochi di artificio e processioni. Molti tursitani emigrati tornano dai paesi più lontani per essere presenti e partecipare alla festa più sentita dal popolo della diocesi, il quale manifesta la devozione alla Vergine con atti votivi ed usanze di origine antica.

## Galleria d'immagini del santuario

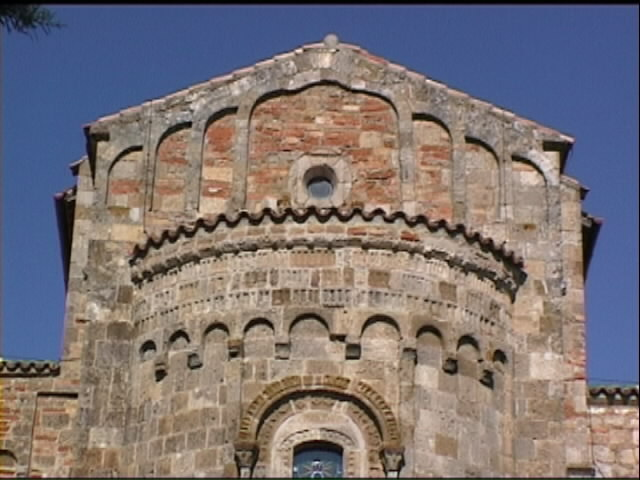
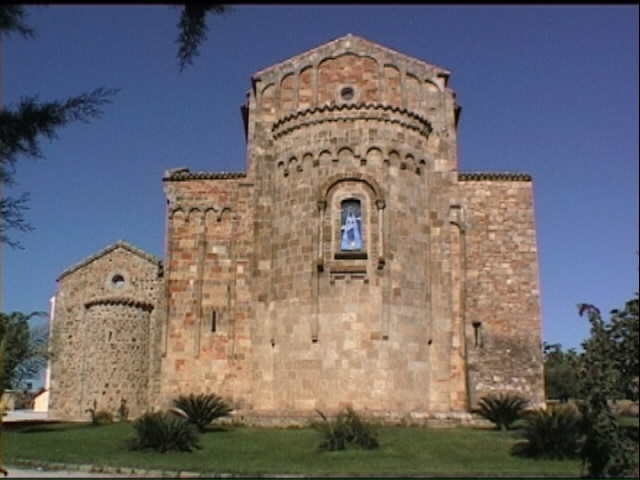
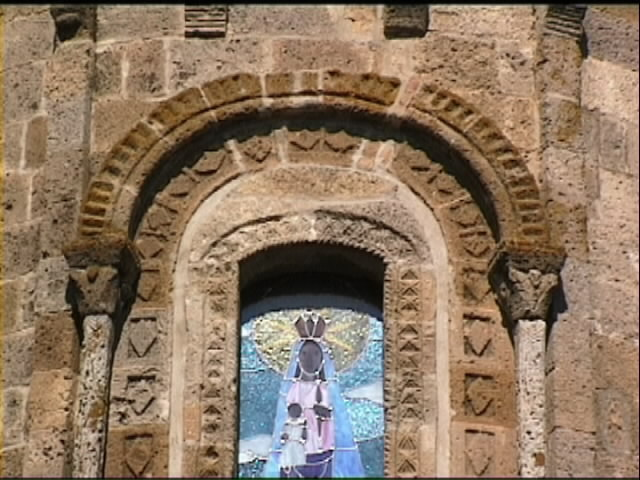
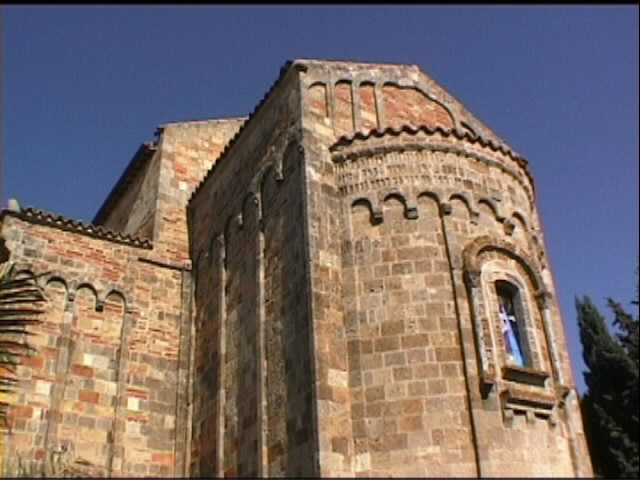
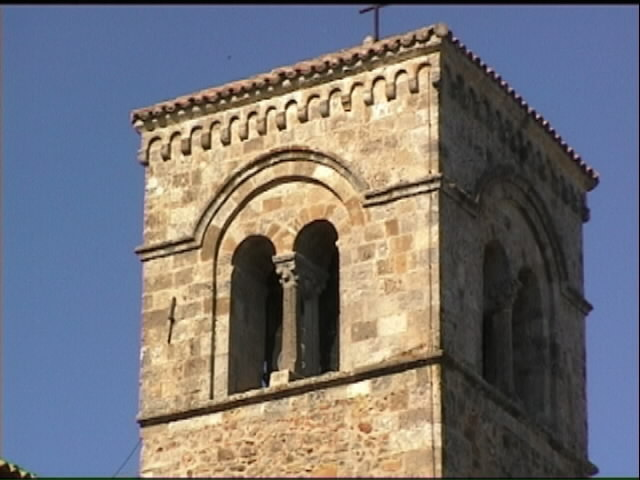
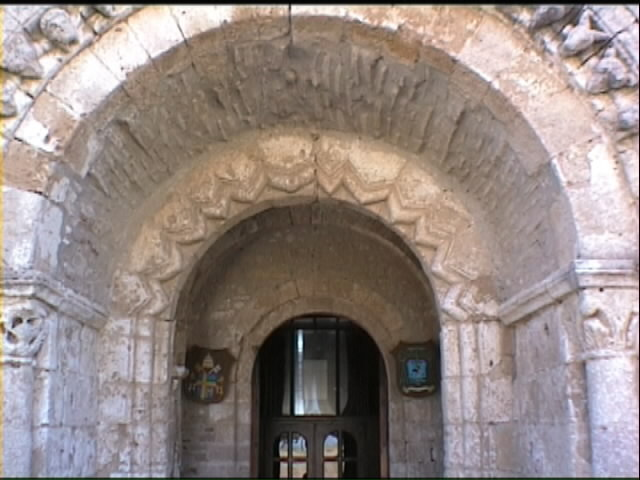
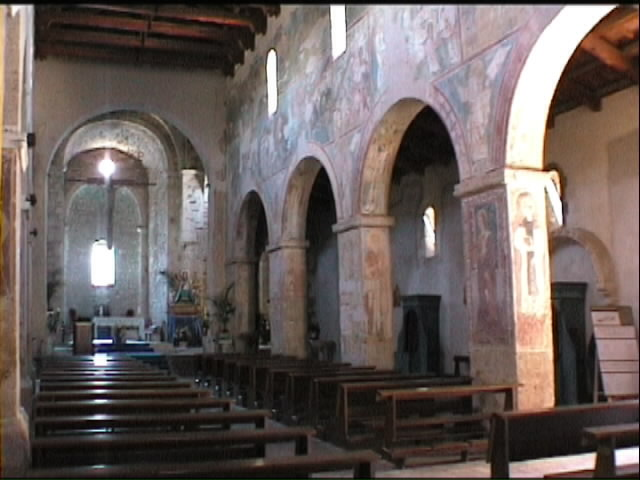
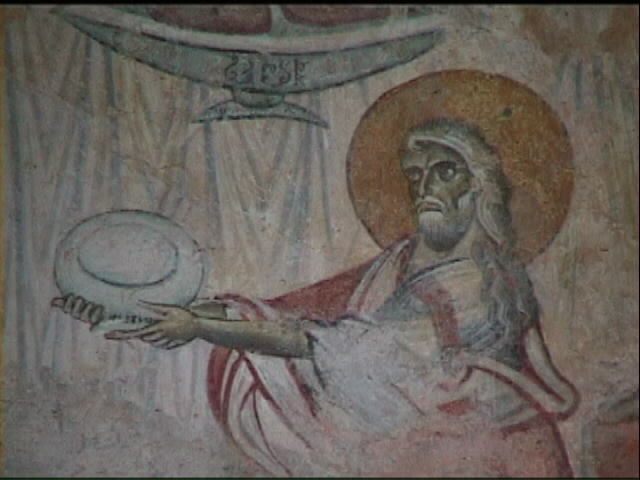
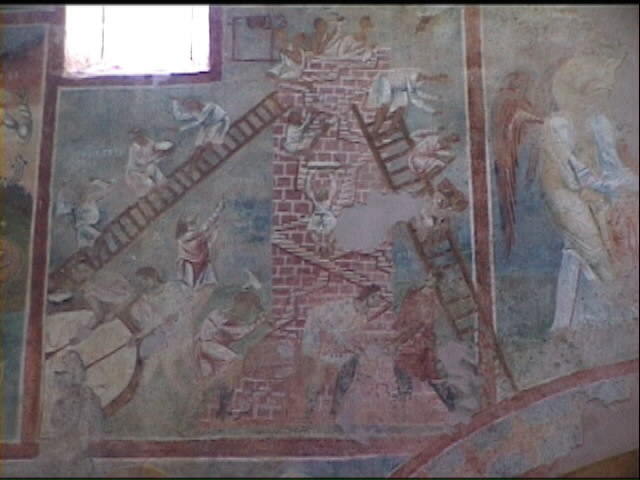
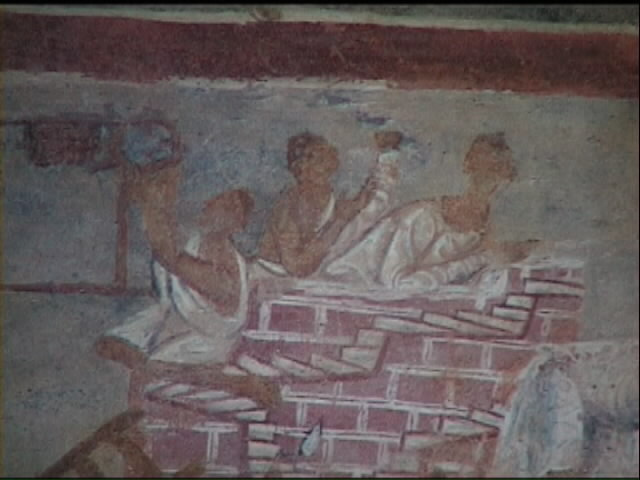
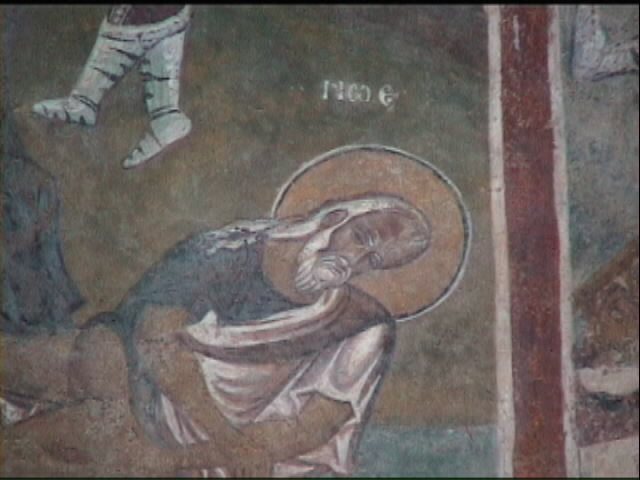
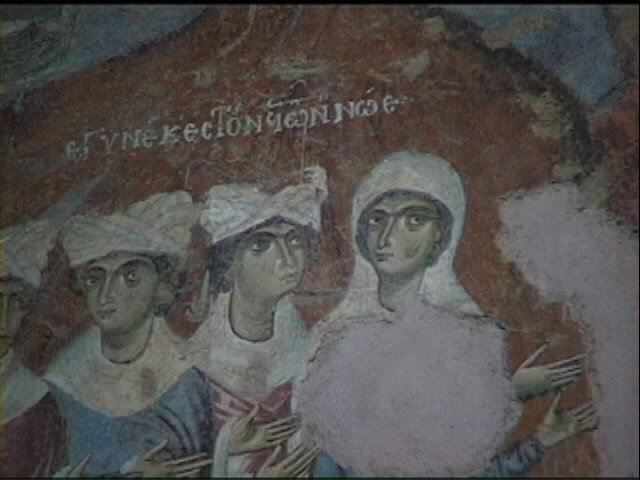